# Cyprzanów
Cyprzanów (deutsch Janowitz, 1936–1945 Janken) ist ein Ort in der Landgemeinde Pietrowice Wielkie (Groß Peterwitz) im Powiat Raciborski der Woiwodschaft Schlesien in Polen.

## Geografie

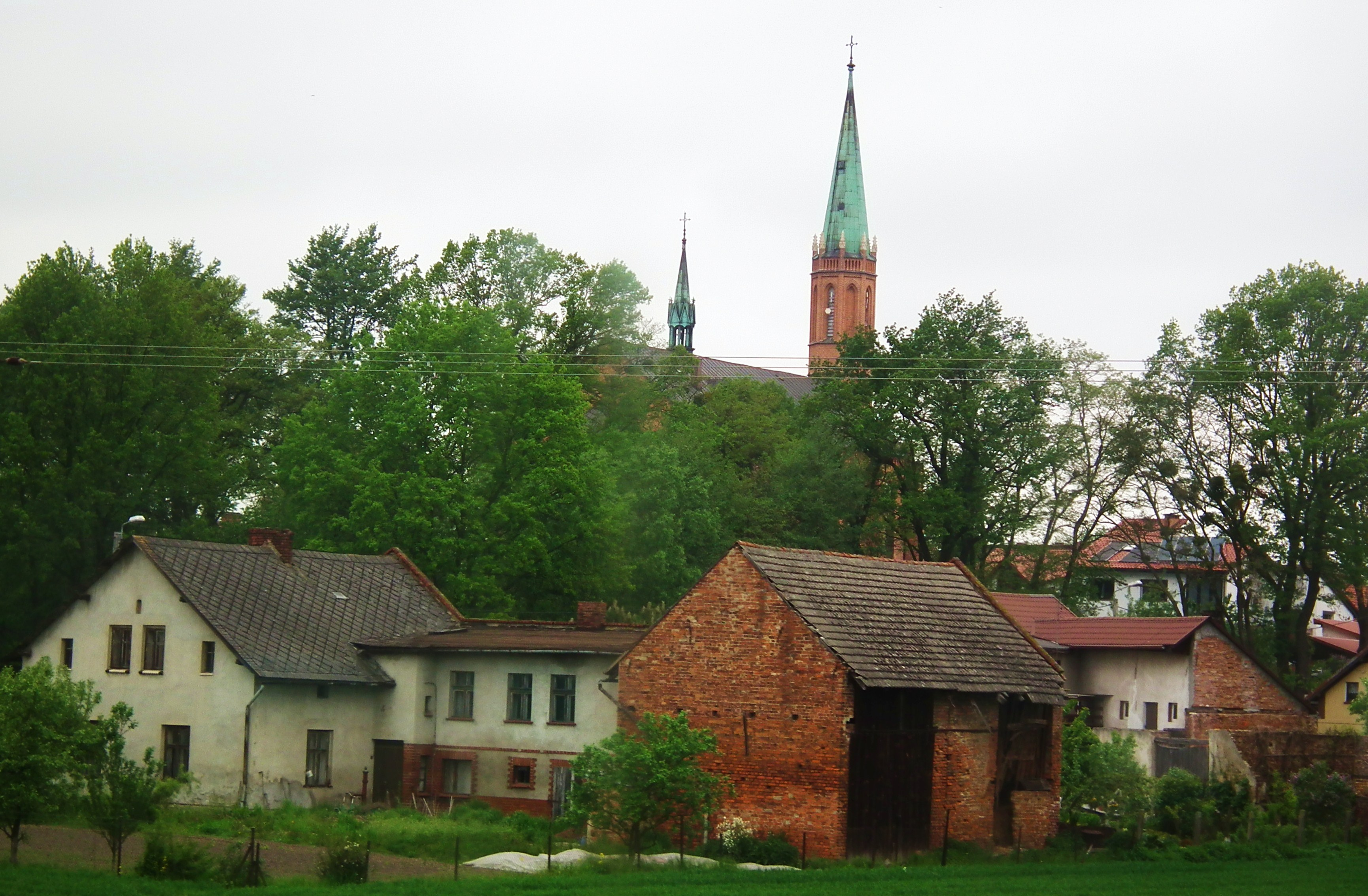
Ortsbild

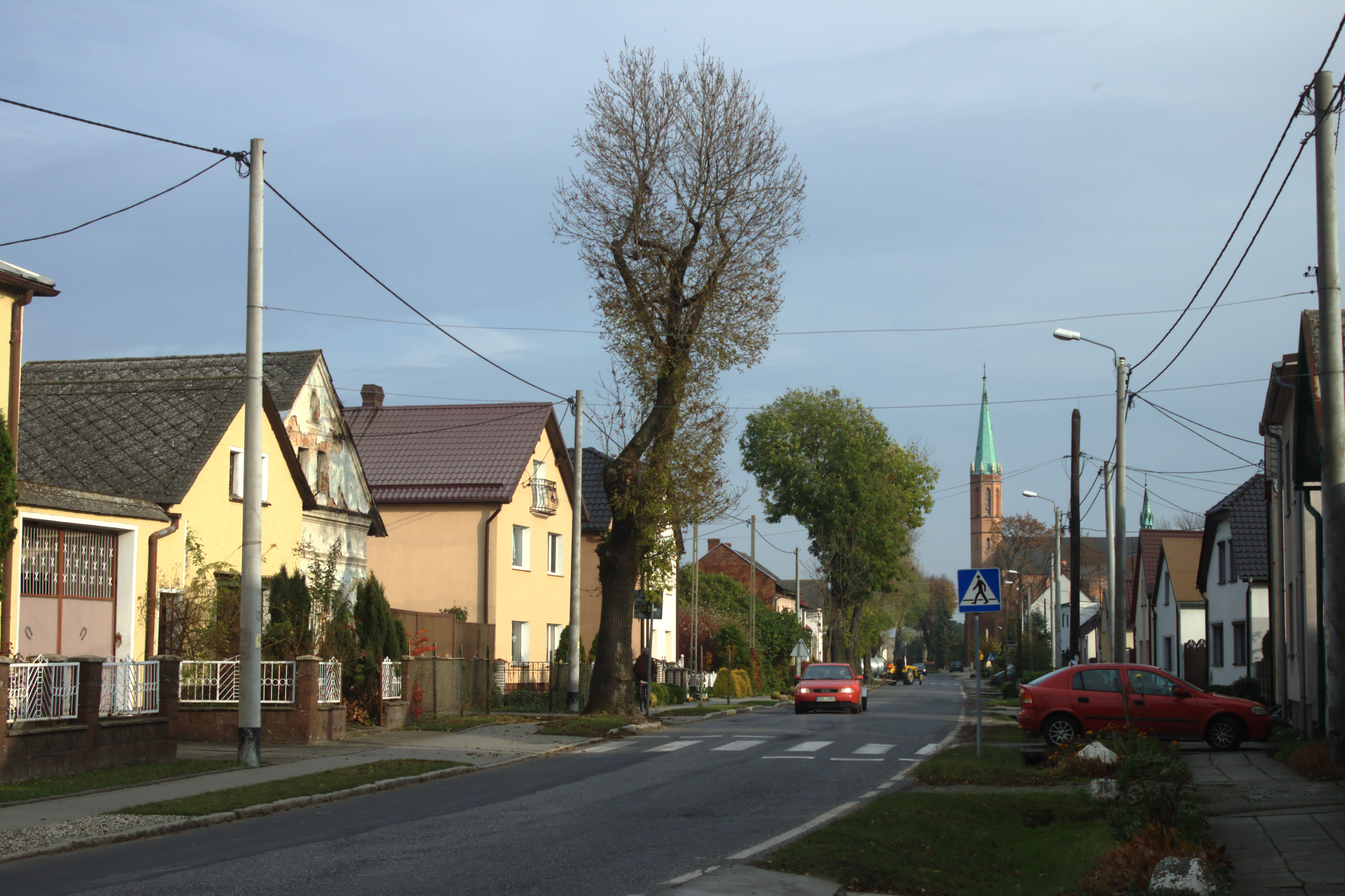
Ortsbild

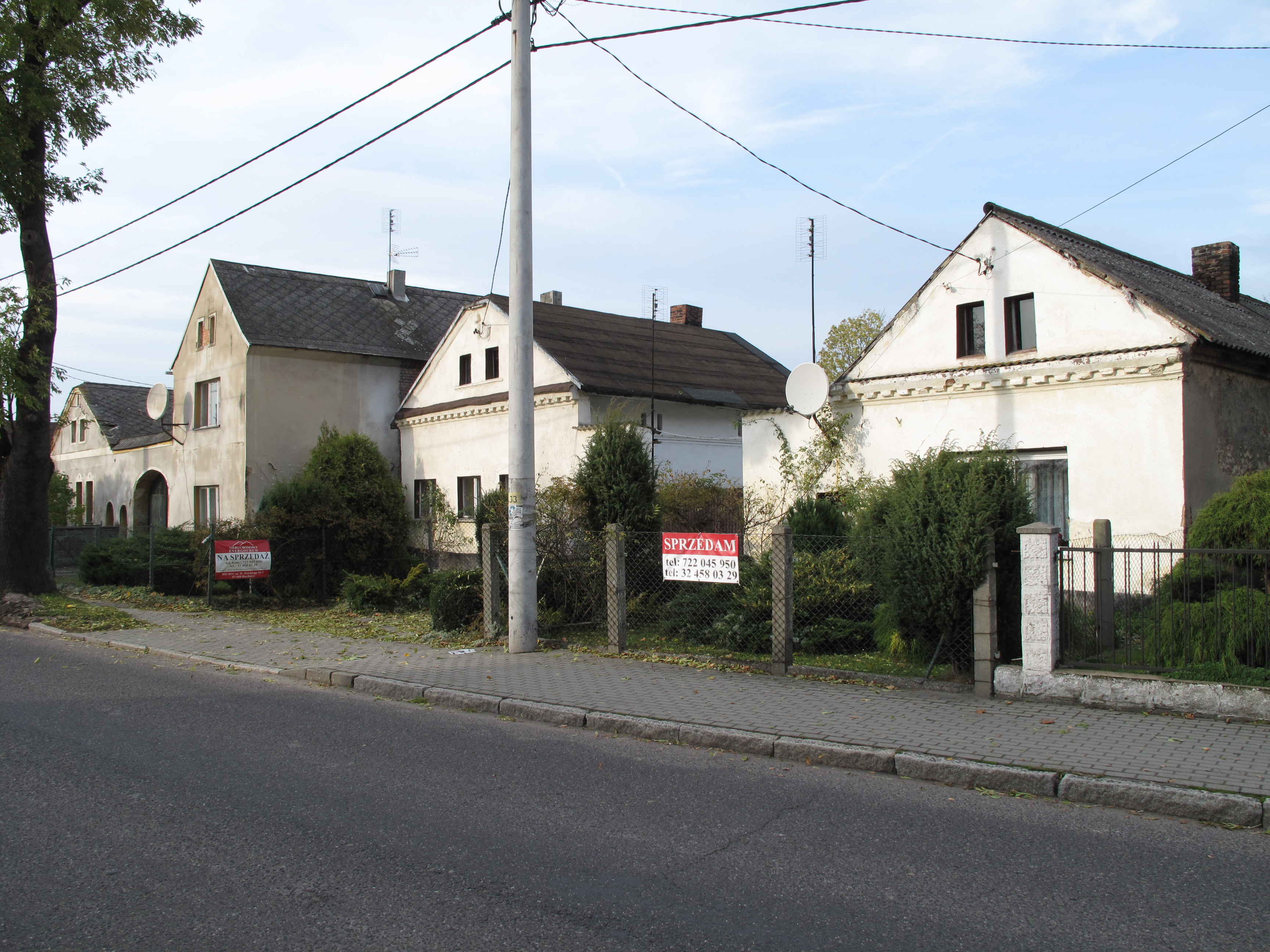
Fränkische Höfe

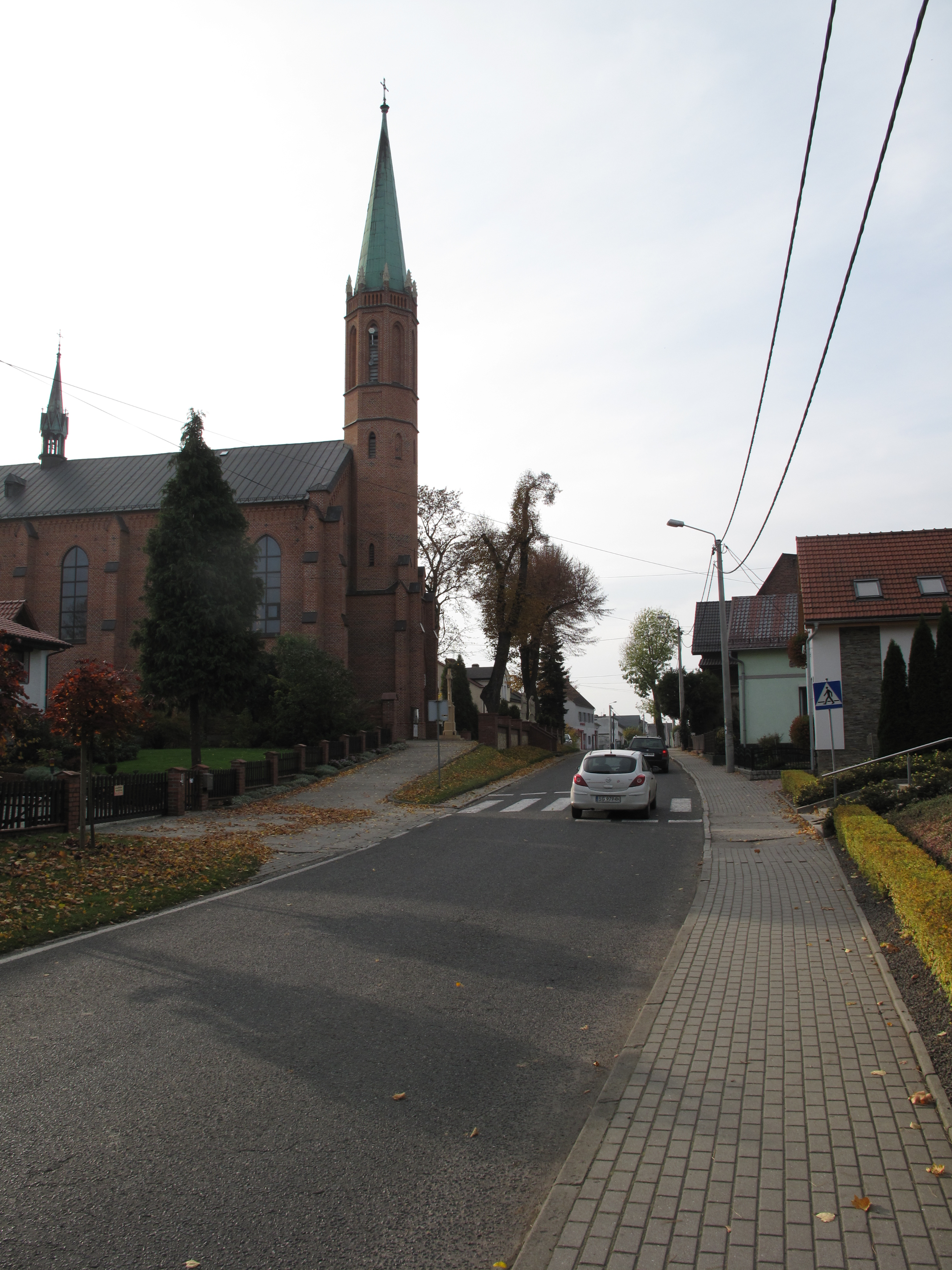
Dreifaltigkeitskirche

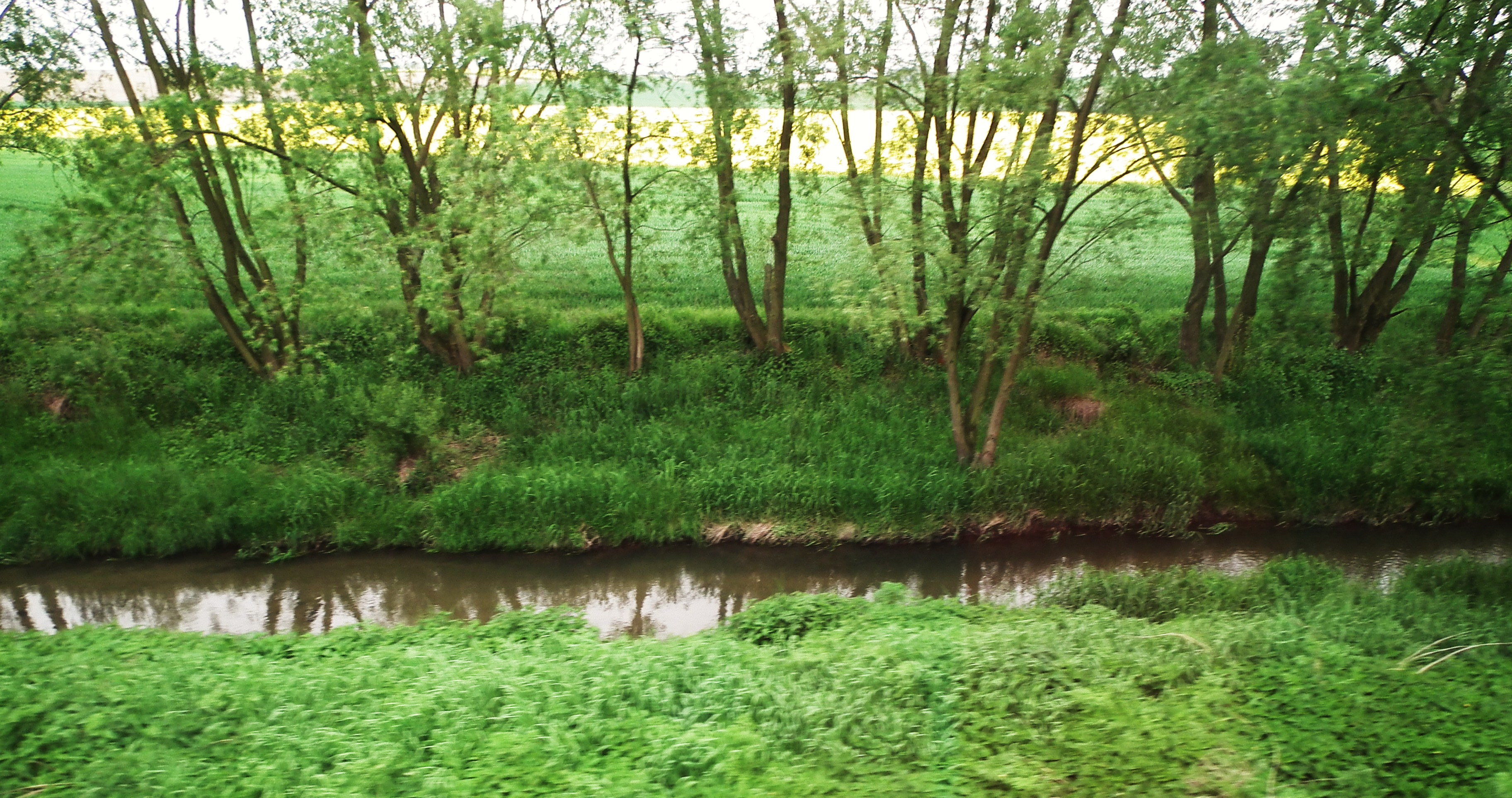
Zinna

Cyprzanów liegt drei Kilometer südöstlich von Pietrowice Wielkie (Groß Peterwitz), zehn Kilometer westlich von  Racibórz (Ratibor) und 68 Kilometer westlich von Kattowitz an der Zinna an der Landesgrenze zu Tschechien.

## Geschichte
Der Ort entstand spätestens im 14. Jahrhundert. Am 15. April 1339 wurde er in einem Dokument erwähnt. In diesem vermachte der Ritter Mesco von Kornitz die Hälfte des Ortes an die Stadtpfarrkirche in Ratibor. „Czyprzanow“ wurde gegen 1430 erstmals urkundlich erwähnt.
In den Beytrage(n) zur Beschreibung von Schlesien aus dem Jahr 1784 wurde es als Janowi(t)z erwähnt, gehörte dem Domkapitul zu Ratibor und lag im Fürstentum Ratibor. Damals hatte Janowitz 198 Einwohner, eine Kirche, eine Schule, 16 Bauern, 16 Gärtner und fünf Häusler. Der spätere Ortsteil wurde als Cziprzanow und polnisch Pieprzanow erwähnt, gehörte ebenfalls dem Domkapitul zu Ratibor und lag im Fürstentum Ratibor. Damals hatte er 193 Einwohner, sechs Bauern, 12 Gärtner und Häusler. Mit der Säkularisation in Preußen 1810 verlor das Domkapitul die beiden Orte als ihren Besitz und es ging über an das herzogliche Fideikomiß. 1865 hatte Janowitz eine Erbscholtisei, zwölf Bauernstellen, drei Halbbauern, 14 Gärtnerstellen und 13 Häuslerstellen, sowie eine Schule, Schneider und Schuhflicker und eine Brauerei und eine Brennerei, die nicht in Betrieb waren. Die Kirche war 1861 abgebrannt. Czyprzanow war 1861 einem Großbrand zum Opfer gefallen, und deshalb größtenteils neu erbaut worden. Es hatte 1865 sechs Bauern, zwei Gärtner, 15 Häuslerstellen, eine Wassermühle, einen Schmied, einen Tischler, einen Sattler und einen Krämer. Die Schule befand sich in Janowitz.
Bei der Volksabstimmung in Oberschlesien am 20. März 1921 stimmten vor Ort 262 Wahlberechtigte für einen Verbleib Oberschlesiens bei Deutschland und 52 für eine Zugehörigkeit zu Polen. In Czyprzanow stimmten 103 für Deutschland und 32 für Polen. Janowitz verblieb nach der Teilung Oberschlesiens beim Deutschen Reich. 1928 wurde Czyprzanow nach Janowitz eingemeindet. 1936 wurde der Ort im Zuge einer Welle von Ortsumbenennungen der NS-Zeit in Janken umbenannt. Bis 1945 befand sich der Ort im Landkreis Ratibor.
1945 kam der bis dahin deutsche Ort unter polnische Verwaltung und wurde anschließend der Woiwodschaft Schlesien angeschlossen und in Cyprzanów umbenannt. 1950 wurde es der Woiwodschaft Opole eingegliedert und 1975 der Woiwodschaft Katowice. Seit 1999 gehört es zum  Powiat Raciborski.

## Bauwerke und Denkmale
- Römisch-katholische Dreifaltigkeitskirche, erbaut von 1865 bis 1868 im Stil der Neugotik mit roter Ziegelsteinfassade und einem angrenzenden Mausoleum für Joseph Wischkony (1808–1837). Am Eingangstor Figuren der hl. Maria und des böhmischen Landesheiligen Johannes von Nepomuk.[6][7]
- Wegekapelle mit roter Ziegelsteinfassade aus dem 19. Jahrhundert.
- Eine Vielzahl Fränkischer Bauernhöfe
- Gefallenendenkmal (Erster und Zweiter Weltkrieg)
- Mehrere Wegekreuze

## Kultur
Zum 1. Mai wird im Ort ein Maibaum aufgestellt.